# Тюляев, Павел Фёдорович
Па́вел Фёдорович Тюляев (1905, Покровка, Самарская губерния — 31 августа 1946, Москва) — советский государственный и партийный деятель. Член ВКП(б) с 1929 года.

## Биография
Родился в с. Покровка (ныне — Нефтегорском районе Самарской области). Из крестьян. В 1933 году окончил Горский сельскохозяйственный институт. В 1936 — продолжил учебу на заочном отделении исторического факультета Ленинградского государственного университета.
С 1927 по 1928 гг. руководил колхозом в Северо-Кавказском крае. Служил в РККА (1928—1930).
В 1933—1934 работал редактором газеты Орловской МТС (Азово-Черноморский край), затем до 1936 был заместителем директора Мокро-Гаилинской машинно-тракторной станции.
С 1936 года — на партийной работе. В 1936—1937 — второй секретарь Зимовниковского районного комитета ВКП(б) (теперь Ростовской области).
В 1937 году назначен первым секретарем Кущёвского районного комитета ВКП(б) (Краснодарский край). Позже до середины 1939 г. заведовал Сельскохозяйственным отделом Краснодарского краевого комитета ВКП(б), был заместителем председателя Оргкомитета Президиума Верховного Совета РСФСР по Краснодарскому краю.
С декабря 1939 по январь 1940 — председатель Организационного комитета Президиума Верховного Совета РСФСР по Краснодарскому краю.
С января 1940 по июль 1944 — председатель Исполнительного комитета Краснодарского краевого Совета. Стал одним из самых молодых председателей Краснодарского крайисполкома, в 35 лет занял этот ответственный пост, став третьим по счету, начиная с момента образования Краснодарского края, руководителем Кубани.
Участник Великой Отечественной войны. Член Краснодарского штаба партизанского движения.
В феврале 1942 года за строительство укрепленных рубежей в крае награждён орденом «Знак Почёта».
После освобождения Крыма от немецко-фашистских захватчиков с 14 июня 1944 по 30 июня 1945 работал первым секретарем Крымского областного комитета ВКП(б) (Крымская АССР), затем до 30 июля 1946 года — Крымской области.
Умер в Москве в 1946 году. Похоронен на Новодевичьем кладбище в Москве.

## Память
- В Краснодаре одна из улиц в Комсомольском микрорайоне носит имя П. Ф. Тюляева
- В Краснодаре на доме № 21 по улице Тюляева 8 мая 2015 открыта мемориальная доска П. Ф. Тюляеву[2]
- В Краснодаре школа №20 носит имя Павла Тюляева[3].

## Награды
- орден Ленина (16.03.1940) — за выдающиеся успехи в сельском хозяйстве и в особенности за перевыполнение плана по урожайности зерновых и технических культур, а также за достижение высоких показателей по животноводству
- орден «Знак Почёта» (февраль 1942 года) — за строительство укреплённых рубежей в крае